# Astrid (televisieprogramma)
Astrid was een realityprogramma dat geproduceerd werd door VIJF. Het programma was een vervolg op Astrid in Wonderland waarin opnieuw het leven van Astrid Nuyens gevolgd werd na haar breuk met John Bryan.
Het programma werd uitgezonden in het voorjaar van 2017, er werden slechts vijf afleveringen gemaakt. Alhoewel de kijkcijfers goed waren besliste VIJF eind 2017 dat er geen nieuw seizoen komt.

## Format
Vier jaar na het laatste seizoen van Astrid in Wonderland wordt opnieuw het luxueuze leven van Astrid Nuyens in Los Angeles gevolgd. Zij is ondertussen niet langer samen met John Bryan en ook haar broer Laurens Nuyens is er dit keer niet bij.
Naast haar nieuwe partner, regisseur en producer Bram Coppens, duiken ook Jani Kazaltzis, Natalia, James Cooke en Karen Damen op in dit programma.
De opnames vonden plaats zowel in Los Angeles als in België.